# HD 94363
HD 94363，又名BD-01 2459，SAO 137863、HR 4249，是一颗恒星，视星等为6.12，位于銀經254.18，銀緯49.12，其B1900.0坐标为赤經10h 48m 19.8s，赤緯-1° 49.12′ 16″。